# Route départementale 204 (Haïti)
Pour les articles homonymes, voir Route 204.
La route départementale 204, ou RD 204, est une route départementale d'Haïti, reliant Cavaillon à Baradères.

## Tracé
- Cavaillon
- Labiche
- Bonne Fin
- Anse-à-Veau
- Laplante
- Béret
- Baradères